# Francisco Javier González Peña
Francisco Javier González Peña, conosciuto come Javi Peña (Jerez de la Frontera, 16 settembre 1972) è un ex calciatore spagnolo.

## Carriera
Nativo di Jerez de la Frontera, debutta tra i professionisti con la squadra della sua città, lo Xerez. Gioca da titolare l'8 giugno 1991, con l'uruguaiano Gustavo de Simone, all'ultima giornata del campionato di Segunda División, con la squadra ormai già matematicamente retrocessa in Segunda B.
Nella terza serie spagnola, Peña si ritaglia un posto nella formazione titolare. In sei stagioni, colleziona oltre 100 presenze con gli andalusi, ottenendo la promozione nel 1997, in seguito ai playoff.
A fine anno, ormai venticinquenne, viene acquistato dal Real Zaragoza, club di Primera División, che lo lascia per un anno in prestito al Real Zaragoza B, in Segunda División B. Nella stagione 1997-1998, allenato da Manolo Villanova, è il capocannoniere del Gruppo II della categoria, con 25 gol.
Nella stagione successiva viene aggregato alla prima squadra. Nonostante le reti segnate con la squadra filiale, non rientra nei piani dell'allenatore Txetxu Rojo, che gli preferisce attaccanti già affermati come Savo Milošević e Yordi.
Colleziona due presenze nella Liga: la prima il 18 aprile 1999 contro la Real Sociedad, entrando al 72' per Ander Garitano, la seconda il 20 giugno, in occasione dell'ultima giornata di campionato, che vede la vittoria degli aragonesi contro il Barcellona per 2-0. Javi Peña entra in campo al 70' al posto di Marcos Vales.
A fine anno viene ceduto all'Unió Esportiva Lleida, in Segunda División . Allenato da Víctor Muñoz, segna 13 gol e contribuisce al raggiungimento del quinto posto in classifica.
Successivamente, veste le maglie di Levante e Almeria, sempre in Segunda División.
Chiude la carriera nel 2004 nella Sociedad Deportiva Ponferradina, in Segunda B.